# Lythrurus lirus
Lythrurus lirus är en fiskart som först beskrevs av Jordan, 1877.  Lythrurus lirus ingår i släktet Lythrurus och familjen karpfiskar. Inga underarter finns listade i Catalogue of Life.